# ランソプラゾール

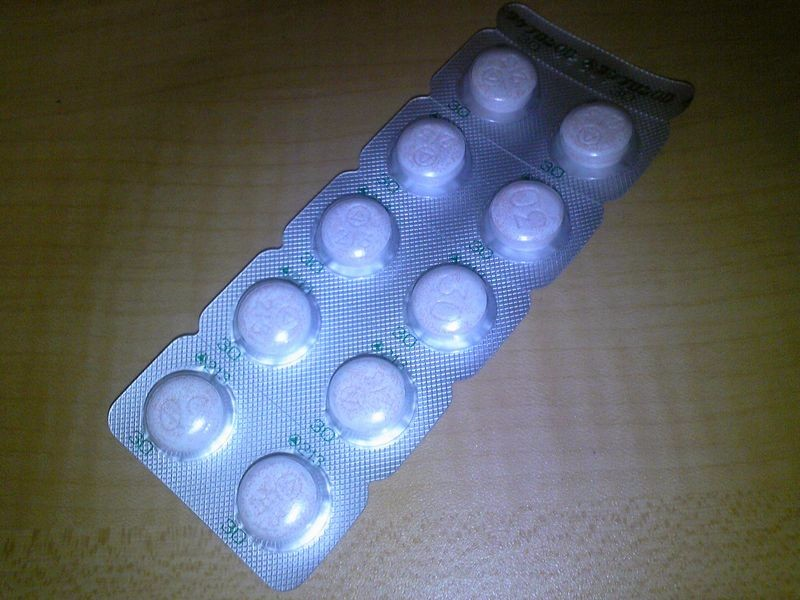
タケプロンOD 30mg

ランソプラゾール（英: lansoprazole）は、武田薬品工業が開発した胃酸の産生を抑制するプロトンポンプ阻害薬の一つ。世界中の多くの企業で生産されており、種々の商品名がある（Prevacid、Helicid、Zoton、Inhibitol、など）。アメリカ食品医薬品局は、1995年にランソプラゾールを最初に認可した。
日本で初めて上市された商品名はタケプロン（武田薬品工業）。後に後発医薬品も多数販売されている。
ヘリコバクター・ピロリ除菌にも有用で、日本では一次除菌・二次除菌に認可されている。胃潰瘍・十二指腸潰瘍のほか、日本では逆流性食道炎にも認可されている。
経口摂取可能な場合は内服薬を使用するが、経口投与不可能な、出血を伴う胃潰瘍、十二指腸潰瘍、急性ストレス潰瘍及び急性胃粘膜病変に対しては、点滴静注用製剤を用いる。

## 効果・効能
- 胃潰瘍
- 吻合部潰瘍

1回10～30mgを1日1回投与する。期間は8週間までとする。
- 十二指腸潰瘍

1回10～30mgを1日1回投与する。期間は6週間までとする。
- 逆流性食道炎

1回15～30mgを1日1回、8週間投与する。再発・再燃を繰り返す逆流性食道炎の維持療法の場合、1日1回30mgまで投与が可能。
- 非びらん性胃食道逆流症（NERD）

1回15mgを1日1回、期間は4週間までとする。
- ヘリコバクター・ピロリの除菌の補助

1日1回30mgをアモキシシリン、クラリスロマイシンと同時に1日2回、7日間投与する。

## 慎重投与
- 薬物過敏症の既往歴のある患者
- 肝障害のある患者（代謝、排泄が遅延することがある）
- 高齢者

## 副作用
主な副作用として、発疹、かゆみ、便秘、下痢、口渇、腹部膨満感、頭痛、眠気、発熱、女性化乳房、味覚異常などが報告されている。なお長期投与での安全性は確認されていない。その他の重篤な副作用として、アナフィラキシー、ショック、汎血球減少、無顆粒球症、顆粒球減少、貧血、血小板減少、肝機能障害、中毒性表皮壊死症、皮膚粘膜眼症候群、間質性肺炎などがある。

## 類似する医薬品
非ベンゾジアゼピン系でイミダゾキナゾリン系の抗不安薬であるタニプロン(Taniplon)と名称が類似しているため、注意する。